# カランナ
カランナ（イタリア語: Calanna）は、イタリア共和国カラブリア州レッジョ・カラブリア県にある、人口約900人の基礎自治体（コムーネ）。

## 地理

### 位置・広がり

#### 隣接コムーネ
隣接するコムーネは以下の通り。
- フィウマーラ
- ラガナーディ
- レッジョ・ディ・カラブリア
- サン・ロベルト

## 行政

### 分離集落
カランナには、以下の分離集落（フラツィオーネ）がある。
- Milanesi, Mulini, Rosaniti, Villa Mesa